# Хидропоника
Хидропоника от (на старогръцки: ὕδωρ – вода + на старогръцки: πόνος или pónos – работа) е технология за отглеждане на растения в изкуствена среда без почва. Подхранването на растенията се извършва от хранителен разтвор, който съдържа всички необходими за растежа елементи и в който се намира кореновата система на растението. При хидропониката освен осигуряването на подходящата за съответното растение хранителна среда на разтвора (азот, фосфор, калий, калций и др.) в определена концентрация и pH трябва да се осигури концетрация на въглероден двуокис във въздуха, подходяща за извършване на фотосинтеза, температура и влажност на въздуха, интензивност и продължителност на осветеността. Тази технология осигурява високи добиви, по-добро качество и кратки срокове на производство, както и възможност за автоматизация на процесите.

## Използване
Хидропониката се използва основно при отглеждането на следните растителни култури:
- Овощни зеленчукови растения
- Лекарствени растения
- За вкореняване на резници
- Декаративни цветя
- За производство на гъби

## Основни видове хидропонни системи
Като цяло, системите зе хидропоника се разделят на два основни вида: пасивни и активни. При пасивните системи захранващият разтвор се доставя за сметка на капилярните сили. Тези системи са обикновено най-често така наречените фитилни системи. Всички активни системи, по един или друг начин изискват осигуряването на циркулация на подхранващия разтвор което се постига чрез помпени системи. При това също трябва да се осигури и насищането на разтвора с кислород. Общо видовете хидропонни системи могат да се разделят на шест основни типа:

### Фитилна система[3](пасивна система)
При тази система растението е поставено в субстрат и хранителният разтвор достига до корените му под действито на капилярните сили. При тази система няма принудително подаване на вода. Тази система е по-подходяща за бавно растящи растения.

### Система за дълбоководни култури (метод на плаващата платформа)
При тази система има резервоар за хранителен разтвор и устройство за аериране. Корените на растението са потопени в разтвора, който се обогатява с кислород чрез компресор. Използва се субстрат, който осигурява пространство на кореновата система и свободно преминаване на разтвора като например керамзит. При тази система растенията се развиват много по-бързо от тези върху почва.

### Система за периодично заливане
Периодичното заливане на корените обогатява значително с кислород зоната им с помощта на компресора. Субстратът около корените е заливан от подхранващия разтвор, който след това изтича гравитачно самостоятелно братно в резервоара. При изтичането на водата обратно в резервоара тя насища с кислород корените на растението и премахва необходимостта от принудителна аерация.

### Система с хранителен слой
При този метод хранителният разтвор циркулира постоянно като тънък слой и осигурява по този начин голяма площ за контакт с въздуха. Това е най-разпространеният метод за хидропонно отглеждане на салатни култури. Подобна система може да бъде изработена в домашни условия за отглеждане на цветя, листови зеленчуци и ягодове култури.

### Система с капково напояване
Най-големите преимущества на тази система са простотата, ниска себестойност и надеждност. Тази система се състои от резервоар с хранителен разтвор, който се подава по тръби до всяко растение с помощта на помпа. Тази система се използва в оранжериите, където е необходимо ефективно производство с ниска себестойност. За субстрат може да се използва минерална вата. Недостатъци на използването на минералната вата е това, че тя поема голямо количество вода и не осигурява достатъчно достъп на въздуха. Могат да се използват и други видове субстрат.